# Revista de Sabadell
La Revista de Sabadell fue una publicación periódica editada en Sabadell entre 1884 y 1935.

## Historia
La publicación, nacida 1884, fue fundada por Manuel Ribot y Serra, quien también sería su director. A lo largo de su existencia mantuvo una línea editorial independiente, aunque con inclinaciones catalanistas.
Llevaba por subtítulo Diario de avisos y noticias, teniendo una difusión meramente comarcal.
Desde su nacimiento fue una publicación bilingüe, publicando sus textos en español y catalán, si bien a partir de 1932 pasó a editarse exclusivamente en catalán. Continuaría editándose hasta su desaparición en enero de 1935.